# Stećak

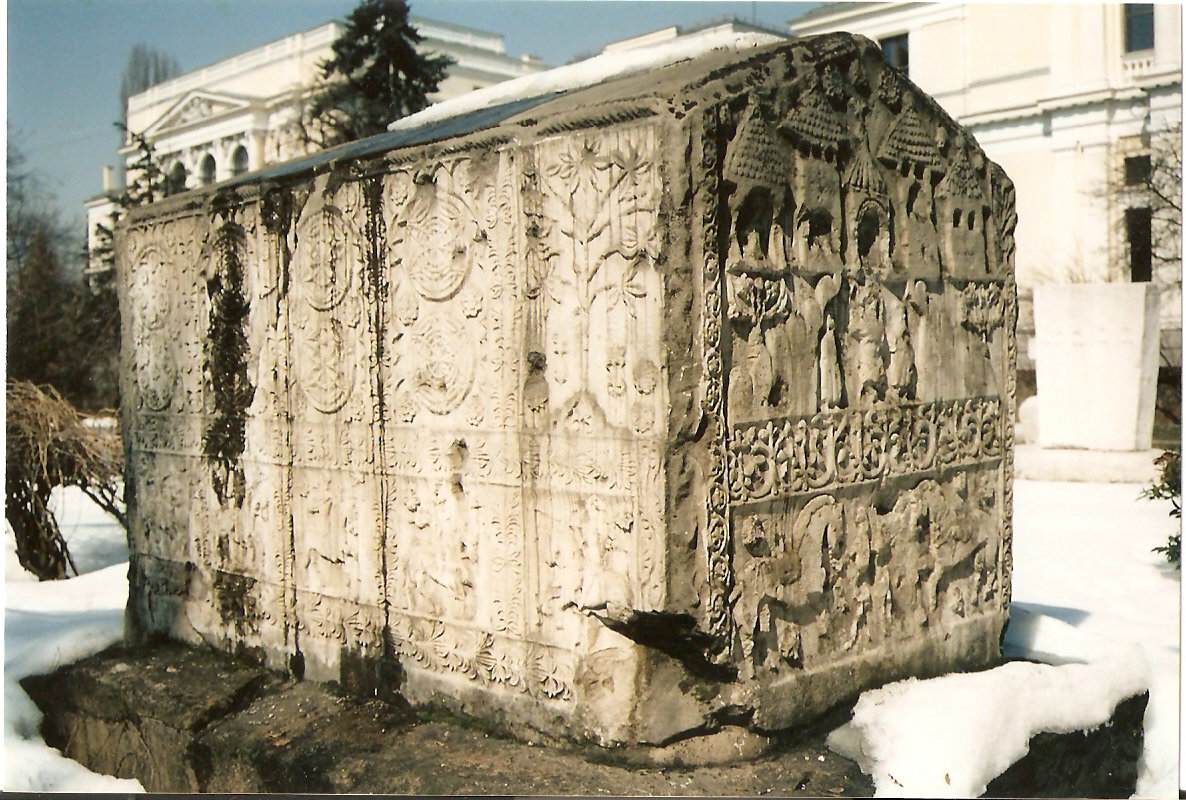
Stećak enfront del Museu Nacional de Bòsnia i Hercegovina

Stećak (en plural Stećci) és el nom donat a unes monumentals esteles medievals disperses per tota Bòsnia i Hercegovina, i parts de la frontera de Croàcia, Montenegro i Sèrbia. Es calcula que hi ha una 60.000 stećci dins les fronteres de l'actual Bòsnia i Hercegovina i la resta, unes 10.000, són a l'actual Croàcia (4.400), Montenegro (3.500) i Sèrbia (4.100), en més de 3.300 indrets singulars, amb més del 90% en mal estat. Alguns historiadors (com ara Wenzel, Ciobanu, Della Volpe) asseguren que són creacions dels "vlachs" (valacs) que poblaven Hercegovina en l'edat mitjana.
Apareixen a mitjan segle XII; tenen una primera fase en el segle XIII, i arriben al clímax en els segles XIV i XV, abans de desaparèixer durant l'ocupació otomana del segle XVI. Eren una tradició comuna entre l'Església bosniana, la catòlica i l'ortodoxa. Els investigadors les relacionen en general amb la població autòctona valaca. Els epitafis inscrits estan escrits en la seua majoria en l'extint alfabet ciríl·lic bosnià. Un exemple significatiu d'aquestes esteles és a la Necròpoli de Radimlja, a l'oest d'Stolac, a Bòsnia i Hercegovina.
Amb la denominació Cementeris de tombes medievals “Stećci”, les esteles stećci més importants foren inscrites com a Patrimoni de la Humanitat per la Unesco al 2016. Inclou 30 necròpolis, de les quals hi ha 22 a Bòsnia i Hercegovina, 2 a Croàcia, 3 a Montenegro, i 3 a Sèrbia.
| |
| Localització dels stećci declarats Patrimoni de la Humanitat a Bòsnia i Hercegovina, Croàcia, Montenegro i Sèrbia. |